# Romsys
Romsys este unul dintre primii integratori IT din România, cu capacități dovedite pentru crearea, dezvoltarea, implementarea și mentenanța soluțiilor IT&C avansate, pe o varietate de platforme hardware, software sau de rețea.

Companie românească cu 300 de angajați, Romsys furnizează servicii cu valoarea adăugată precum consultanță, crearea și dezvoltarea de soluții, implementarea de soluții pentru administrarea afacerilor, soluții de securitate, soluții pentru infrastructură și comunicații, soluții pentru automatizare sau de self service.

Experiența în implementarea de soluții integrate, către o gamă largă de clienți, în special către companii medii și mari, a dus la dezvoltarea unor metodologii și standarde benefice pentru toți partenerii de business ai companiei. În prezent, Romsys se adresează clienților mari și foarte mari pentru dezvoltarea de proiecte multi-anuale, îa care compania poate să transforme în mod eficient  resursele și competențele sale în beneficii reale, cu valoarea adăugată.

Expertiza Romsys manifestată în domenii de business variate a fost confirmată prin nominalizarea companiei ca Cel mai Bun Integrator[nefuncțională]
, împreună cu acordarea altor premii națioanle și internaționale.

Romsys a fost prima companie IT din România care a primit certificarea ISO 9000 în iunie 1996, în prezent deținând și alte certificări specifice: Environment: ISO 14001, Occupational Health and Safety: OHSAS 18001, Information Security: ISO/CEI 27001, Software Development: ISO 12207, MIL-STD498; OUM Project Management: PMBok, OUM; SAP: ASAP and Information Technology  ISO 20000-1:2011.

Din 2007, Romsys este membră a grupului internațional New Frontier Holding.

New Frontier Group este un jucător nou, în ascensiune, pe piața soluțiilor IT din Europa Centrală și de Est. Înființat în urmă cu doar cinci ani, la Viena, New Frontier Group se numără deja printre primii 3 integratori IT din regiunea CEE, preluând poziția de lider pe piețele din România și regiunea Adriaticii.

În prezent, New Frontier Group numără 8 companii – Romsys, Xapt, Saga, Smartupz, New Frontier Slovacia, Profinit, New Frontier S3, Technoserv Consulting – care activează în 13 state. Companiile membre New Frontier Group au înregistrat afaceri de peste 150 mil. euro în 2011, în creștere cu 25% comparativ cu 2010.

### Produse
Produsele Romsys se adresează companiilor din sectoarele bancar și asigurări, telecom, industria producătoare, utilități și sectorul public și de apărare. Peste 40% dintre veniturile Romsys sunt realizate cu companii din sectoarele financiar și utilități.

Romsys deține un portofoliu extins de soluții de business și acoperă toate activitățile necesare dezvoltării și implementării de proiecte de dimensiuni medii și mari.

Soluțiile de infrastructură acoperă integral zona de centre de date, rețelistică și securitate, iar compania asigură suport la nivel național prin intermediul a 17 puncte de intervenție.

Implementarea primei soluții SAP a reprezentat o schimbare strategică pentru companie. Romsys este prima companie care a implementat soluțiile SAP IS-U și SAP IS-Oil pentru companii din zona de utilități, și respectiv zona de extracție de petrol și gaze din România.

Soluțiile pentru automatizare și self service asigură reproiectarea și automatizarea proceselor operaționale, cu scopul de a reduce costurile și de a amplifica complexitatea proceselor de business la nivelul companiile care desfășoară activități de retail.

De asemenea, Romsys dezvoltă soluții software custom, deținând propriul portofoliu de soluții cu un grad mare de aplicabiltiate în diverse industrii. Printre acestea se numără Cashier Management, un portal de asigurări, soluția de identificarea ID Data Collector sau soluțiile coraborative Discourse și BrainPower.

### Servicii
Misiunea Romsys este de a livra soluții care să ajute clienții să se dezvolte și să devină mai eficienți. În plus față de experiența extinsă în tehnologia informației, echipa Romsys cunoaște în detaliu procesele de business derulate la nivelul fiecărui client.

Experiența cumulativă a Romsys dobândită în peste 20 de ani de activitate continuă și capacitățile extinse de creare-dezvoltare-rulare rezultate în urma  a peste 2.0000 de implementării de soluții IT au transformat proiectele Romsys în implementări de succes și referințe solide din partea clienților companiei.

### Parteneri
Romsys a încheiat parteneriate pe toate liniile de produse și servicii, majoritatea dintre acestea având rol strategic în dezvoltarea business-ului și asigurarea poziției de lider pe piața din România. Pentru soluțiile de infrastructură, Romsys a dezvoltat parteneriate cu Cisco, HP, VMWare, Fortinet, Dell, IBM și mulți alții. Pe segmentul de soluții de business, Romsys este partener gold cu Oracle, Microsoft și SAP, în timp ce pe zona de soluții pentru automatizare și self service, Romsys a dezvoltat un parteneriat gold cu WincorNixdorf.